# Макс Бер
Макс Бер (англ. Max Baer, повне ім'я Максиміліан Адальберт Бер, нім. Maximilian Adalbert Baer; 11 лютого 1909, Омаха, штат Небраска, США — 21 листопада 1959, Голлівуд, штат Каліфорнія, США) — американський професійний боксер і актор, чемпіон світу у важкій вазі в 1934-1935 роках. Член Міжнародної зали боксерської слави з 1995 року та Міжнародної єврейської спортивної зали слави з 2010 року.

## Біографія
Макс Бер розпочав кар'єру професійного боксера у 1929 році у віці 22 років і виграв 22 зі своїх перших 24 матчів, у тому числі дев'ять нокаутом у першому раунді. Він швидко зарекомендував себе як небезпечний суперник на рингу, в 1930 відправивши одного зі своїх суперників — Френкі Кемпбелла — в нокаут, після якого той помер. Беру було пред'явлено звинувачення у вбивстві, але згодом його виправдали, хоча на рік відсторонили від участі в боях у штаті Каліфорнія.
Після цього Бер на кілька місяців перервав виступи, а потім програв чотири з шести наступних боїв, зокрема через те, що побоювався переходити в атаку. Крім того, у боях із сильними суперниками стали зрозумілі недоліки його техніки. Один з його переможців, майбутній член Міжнародного залу боксерської слави Томмі Логран пояснив Беру, що той робить занадто розмашисті удари і дає зрозуміти супротивникові, який удар він готує. Укоротити удар Беру допоміг Джек Демпсі, який і надалі стежив за його кар'єрою.
Коли Бер відновив міць своїх ударів, він знову став небезпечним для суперників. У 1932 році після його нокауту з рингу забрали без свідомості колишнього претендента на звання чемпіона світу Ерні Шаафа, якому Бер програв 1930 року. Незабаром після цього Шааф взяв участь у бою з чемпіоном світу італійцем Прімо Карнерою і помер після нокауту не приходячи до тями. Цю смерть частково пов'язували з травмою, отриманою ним у бою з Бером.
8 червня 1933 року Бер провів бій проти німецького важковаговика і колишнього чемпіона світу Макса Шмелінга. Шмелінг був улюбленим боксером Адольфа Гітлера. Нацистський таблоїд «Der Stürmer» публічно критикував Шмелінга за боротьбу з неарійцями, а батько Бера був євреєм, і Бер у всіх своїх поєдинках носив труси, на яких була зображена зірка Давида. Під час матчу він домінував над Шмелінгом до десятого раунду, в якому відправив Шмелінга в нокдаун, і рефері зупинив поєдинок. Бер став героєм серед євреїв і тих, хто зневажав нацистів. Поєдинок Бера з Шмелінгом отримав звання бою 1933 року за версією журналу «Ринг».
В наступному поєдинку 14 червня 1934 року Бер вийшов проти чемпіона світу Прімо Карнера і надсилав чемпіона в нокдаун 11 разів, перш ніж бій був зупинений в одинадцятому раунді рефері. Нокдауни відбулися в першому, другому, десятому та одинадцятому раундах, у яких Бер повністю домінував. Незважаючи на цю домінуючу перемогу над Карнерою, Бер утримував титул чемпіона світу лише до наступного поєдинку 13 червня 1935 року, в якому сенсаційно поступився одностайним рішенням суддів боксеру-невдасі Джеймсу Бреддоку. Бер поплатився за недооцінку свого суперника.
Втративши титул, 24 вересня 1935 року вийшов на бій проти Джо Луїса. Луїс двічі надсилав Бера в нокдаун, вперше в його кар’єрі. Лівий хук у четвертому раунді змусив Макса знову взяти коліно, і незабаром після цього рефері зупинив бій. Поєдинок Бер — Луїс отримав звання бою 1935 року за версією журналу «Ринг».

## Цікаві факти
- На основі поєдинку Бер — Бреддок 2005 року був знятий фільм «Нокдаун».